# Suka Raja (Pangkalan Lapam)
Suka Raja is een bestuurslaag in het regentschap Ogan Komering Ilir van de provincie Zuid-Sumatra, Indonesië. Suka Raja telt 1369 inwoners (volkstelling 2010).